# Arsenal de Vienne

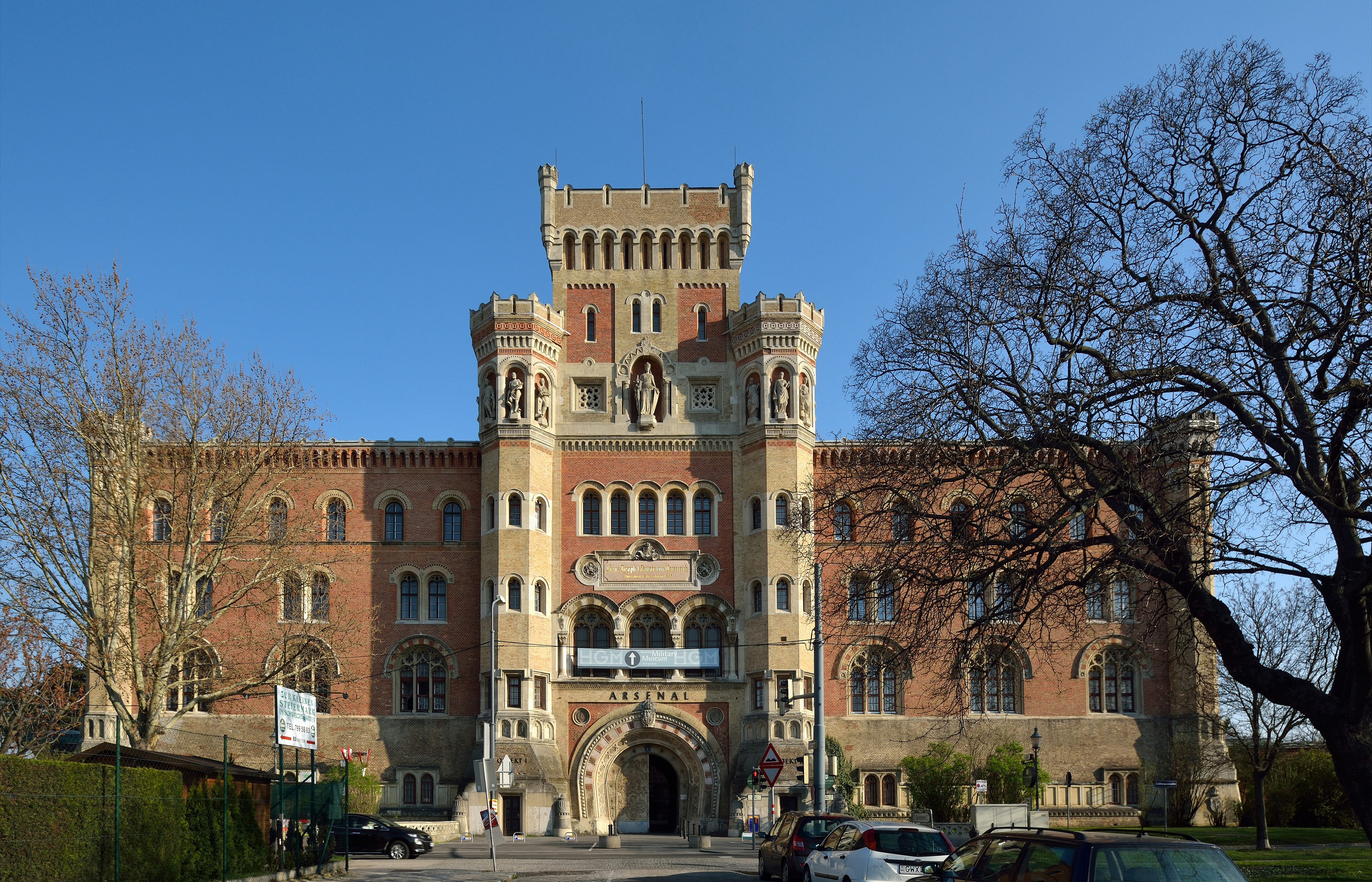
Arsenal de Vienne: l'ancien bâtiment de commandement sur Ghegastraße, aujourd'hui un immeuble résidentiel avec des bureaux, accès au musée d'histoire de l'Armée

L'Arsenal de Vienne est un ancien complexe de bâtiments militaires au sud-est de Vienne, dans le quartier de Landstrasse. Le puissant complexe, composé de plusieurs bâtiments en brique, est situé sur une colline au sud de la ceinture de Landstraßer.

## Description
L'Arsenal est la construction profane la plus importante de l'historicisme romantique à Vienne. L'ensemble de 72 blocs été exécuté sous des formes italo-médiévales et byzantino-mauresques. Le complexe a pour l'essentiel été conservé dans sa forme originale; seuls les anciens bâtiments de l'atelier de l'aile de délimitation visibles de l'extérieur ont été remplacés par de nouveaux bâtiments.

## Histoire jusqu'en 1945

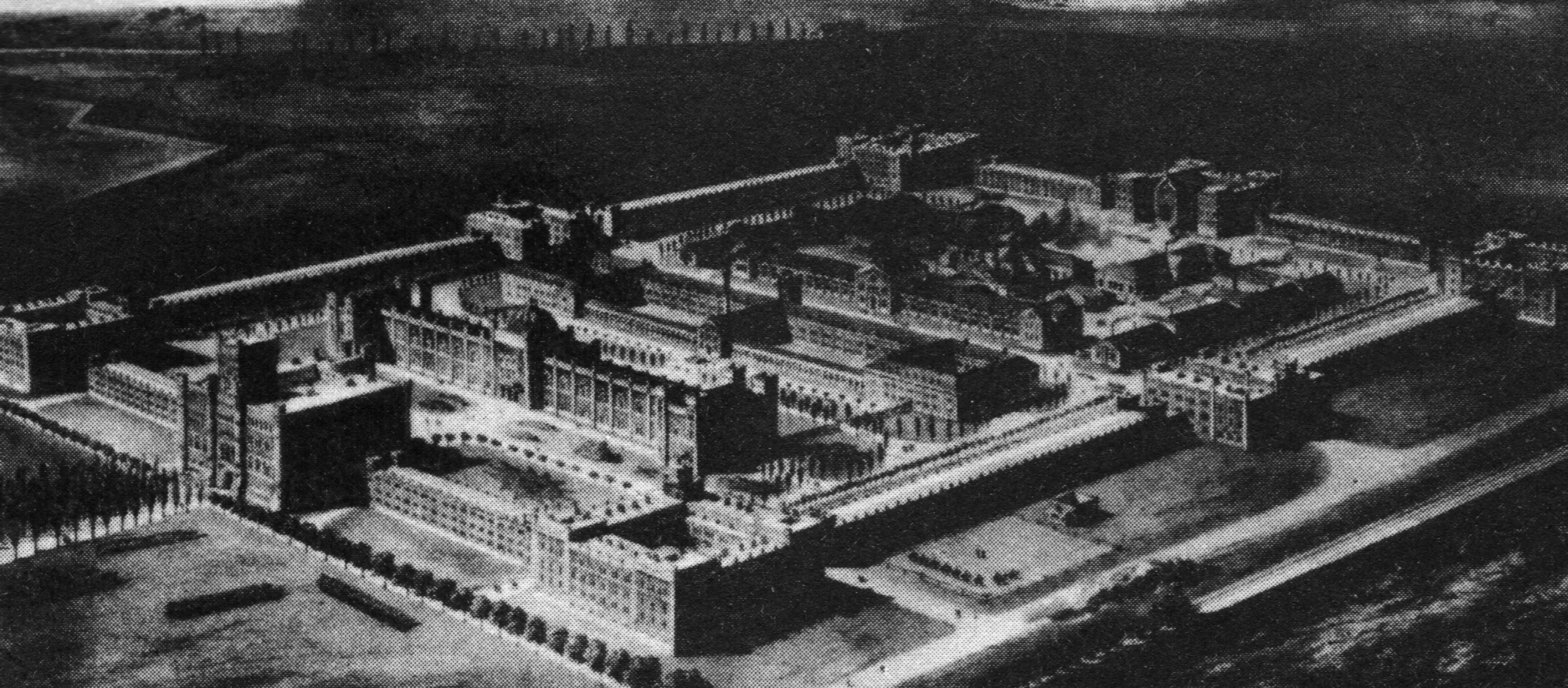
Vue d'ensemble du complexe de l'Arsenal, à l'est, lithographie, Alexander Kaiser, 1855

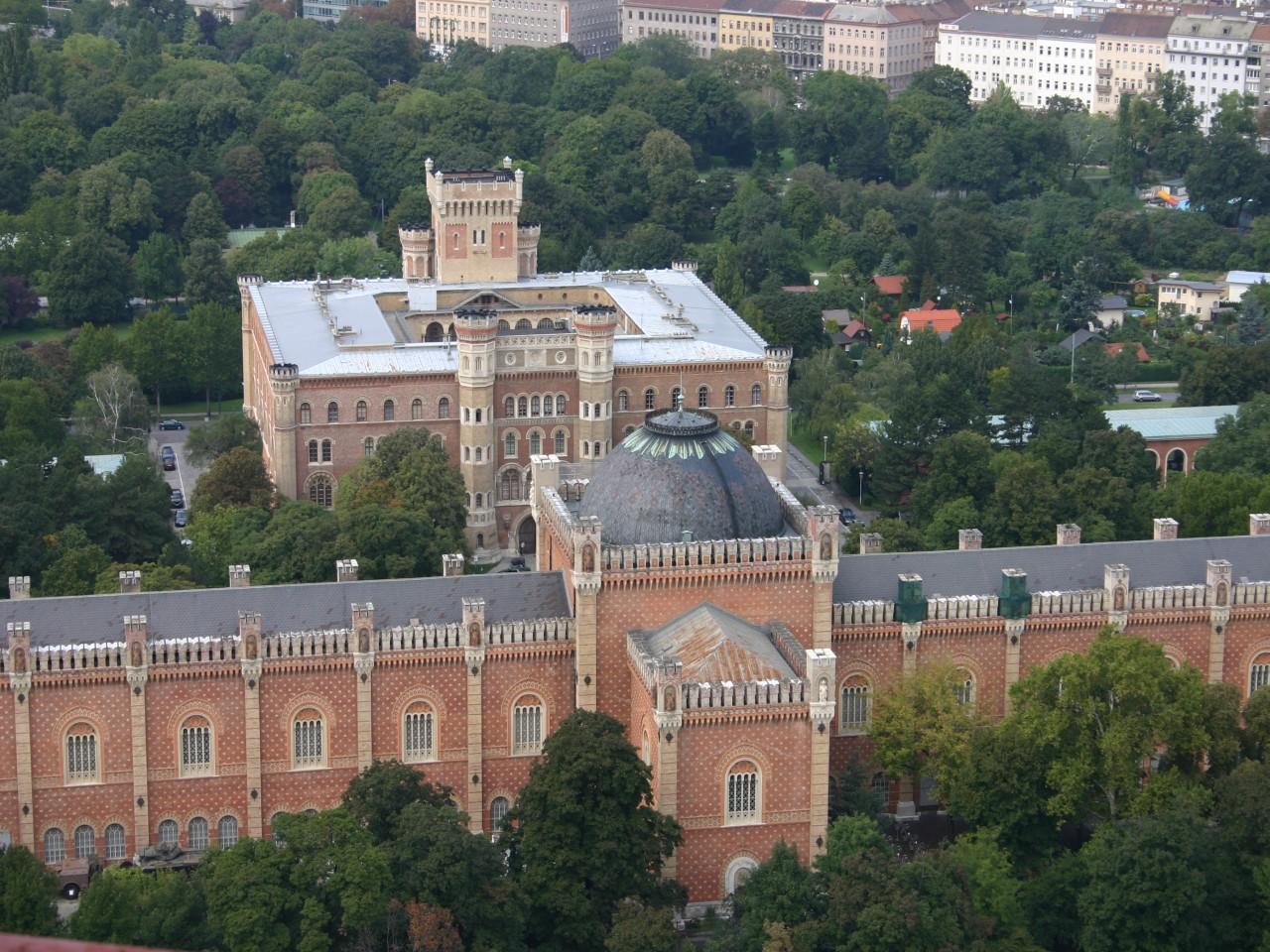
Arsenal de Vienne: Musée d'histoire de l'armée, derrière l'ancien bâtiment du Commandant

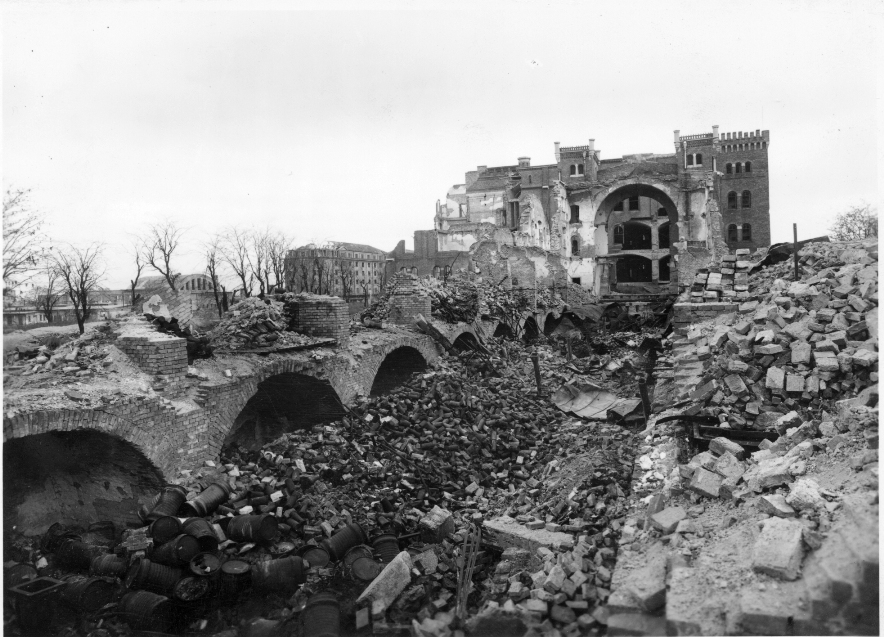
Ruines d'un des bâtiments après les raids aériens en 1944

Le complexe comprenant un total de 31 «objets» (bâtiments) a été construit à la suite de la révolution de Mars 1848. Bâti  de 1849 à 1856, il a été la première construction du triangle de forteresse qui a remplacé l'ancien mur de la ville de Vienne par la caserne Rossauer et la caserne Franz Joseph, cette dernière n'existant plus aujourd'hui. Ces bâtiments ne devaient pas servir à éloigner les ennemis extérieurs de la ville, mais à assurer le pouvoir de l’État en cas de soulèvements révolutionnaires à Vienne. La décision de construire l'Arsenal a été prise le 2 décembre 1848, jour des 19 ans de l'empereur François-Joseph Ier.
La conception de l'Arsenal d'Artillerie est venu du directeur général de l'artillerie Vincenz Freiherr von Augustin, qui a ensuite également été chargé de la gestion de la construction. Sous sa direction, les bâtiments ont été planifiés par les architectes Carl Roesner, Antonius Pius de Riegel, August Sicard von Sicardsburg, Eduard van der Nüll, Theophil Hansen et Ludwig Förster et construits par la société du maître d'œuvre Leopold Mayr.
L'église de l'Arsenal a été construite de 1853 à 1856 selon les plans de l'architecte Carl Roesner. Le Hof-Waffenmuseum, plus tard Musée de l'armée (à partir de 1889 Musée de l'Armée), actuellement le Musée d'histoire de l'Armée, abrité dans sa propre aile représentative, a été achevé en 1856, mais n'a pas été accessible avant 1869.
177 millions de briques ont été utilisées pour construire l'Arsenal. Les coûts de construction ont totalisé 8,5 millions de florins  . 
De 1869 à 1907, l'Arsenal abritait l'École des cadets d'artillerie. Leurs bâtiments scolaires se trouvaient sur le bord sud-est de la zone de l'Arsenal et entouraient l'église de l'Arsenal sur trois côtés . En octobre 1900, la construction d'une nouvelle école de cadets d'artillerie a commencé à Traiskirchen, qui en 1907 a remplacé l'ancienne école de cadets d'artillerie dans l'Arsenal de Vienne.
Pendant les deux guerres mondiales, le complexe de bâtiments de l'Arsenal de Vienne a servi d'usine et de dépôt d'armes, mais surtout de caserne. Le plus haut niveau de personnel de l'Arsenal a été atteint pendant la Première Guerre mondiale avec environ 20 000 employés. Après 1918, l'entreprise militaro-industrielle avec ses propres aciéries a été transformée en une institution de service public appelée « Österreichische Werke Arsenal ». Mais il y avait des problèmes de conversion presque insolubles dans la transition vers la production de paix, la gamme de produits étant trop large et la mauvaise gestion étant considérable. Le nombre d'employés a diminué continuellement et l'entreprise est devenue l'un des grands scandales économiques de la Première République .
À l'automne 1938, la zone appartenait au quartier de Favoriten. Cependant, lorsque le Reichsgau du Groß-Wien a été mis en place sous le Troisième Reich, le complexe de l'Arsenal et les zones au sud-est de celui-ci ont fait partie du 3e District.
Pendant la Seconde Guerre mondiale, des ateliers de réparation de chars de la Waffen SS ont été installés dans l'Arsenal. Plusieurs bâtiments ont été gravement endommagés par les bombes au cours des deux dernières années de la guerre. Pendant la bataille de Vienne, du 7 au 9 avril 1945, la 3e Division SS  "Totenkopf" a défendu le site, combats par lesquels l'Armée rouge a subi de lourdes pertes avant sa victoire .

## Histoire après 1945

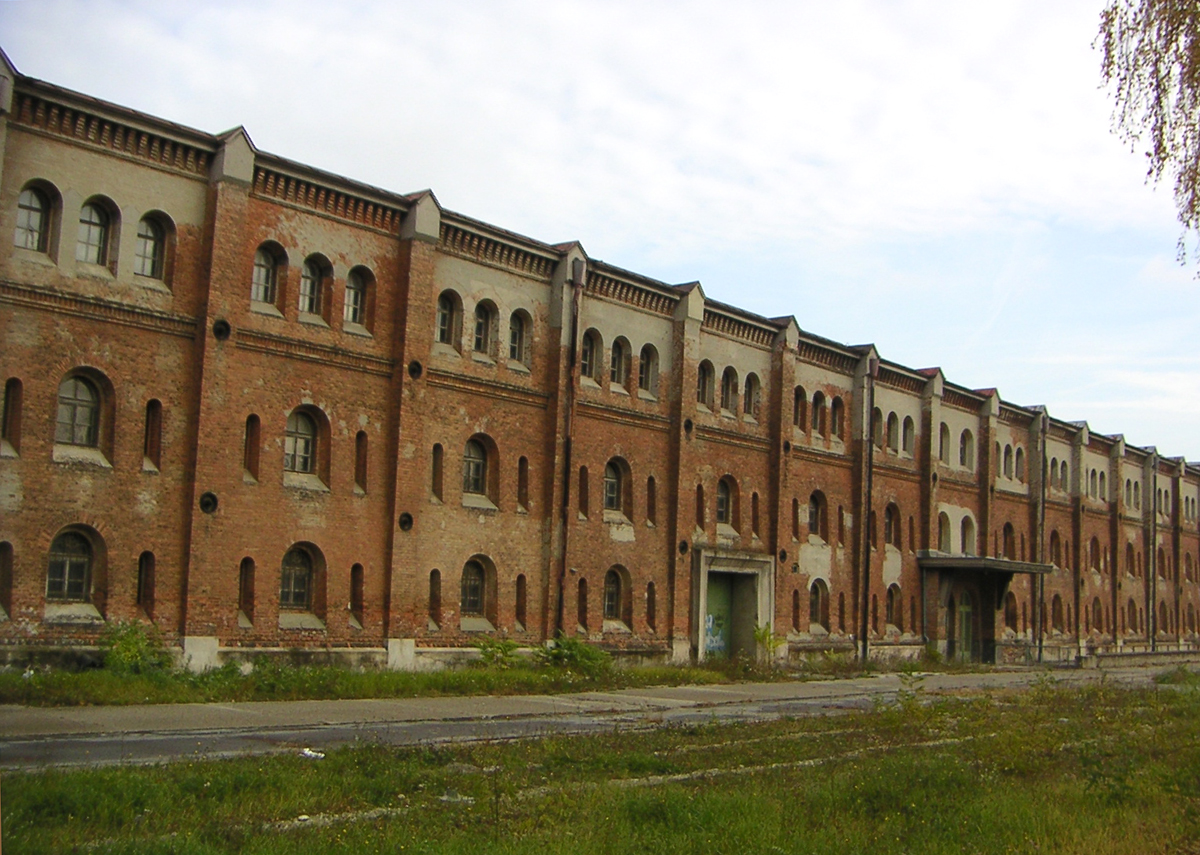
Trois bâtiments de dépôt

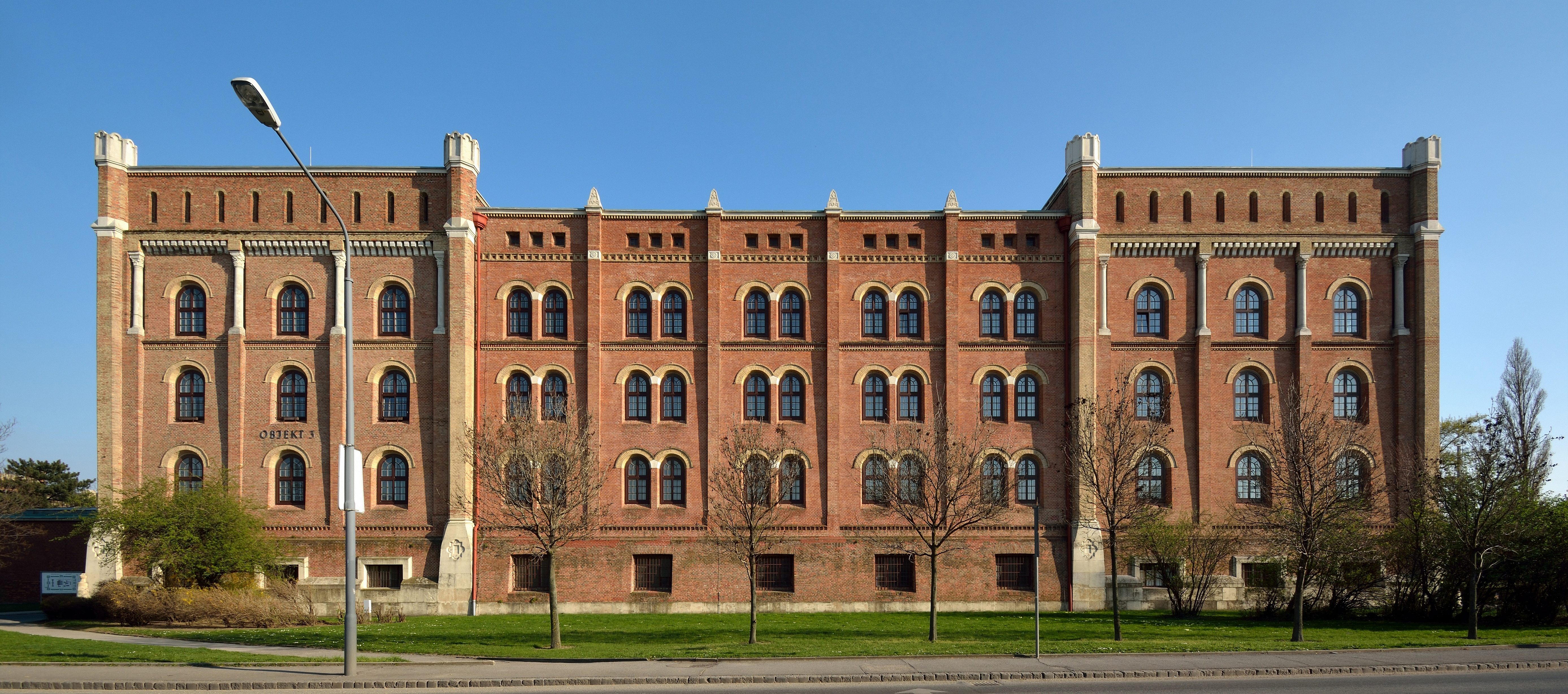
Arsenal 3, au coin de Ghegastraße / Arsenalstraße (aujourd'hui immeuble résidentiel)

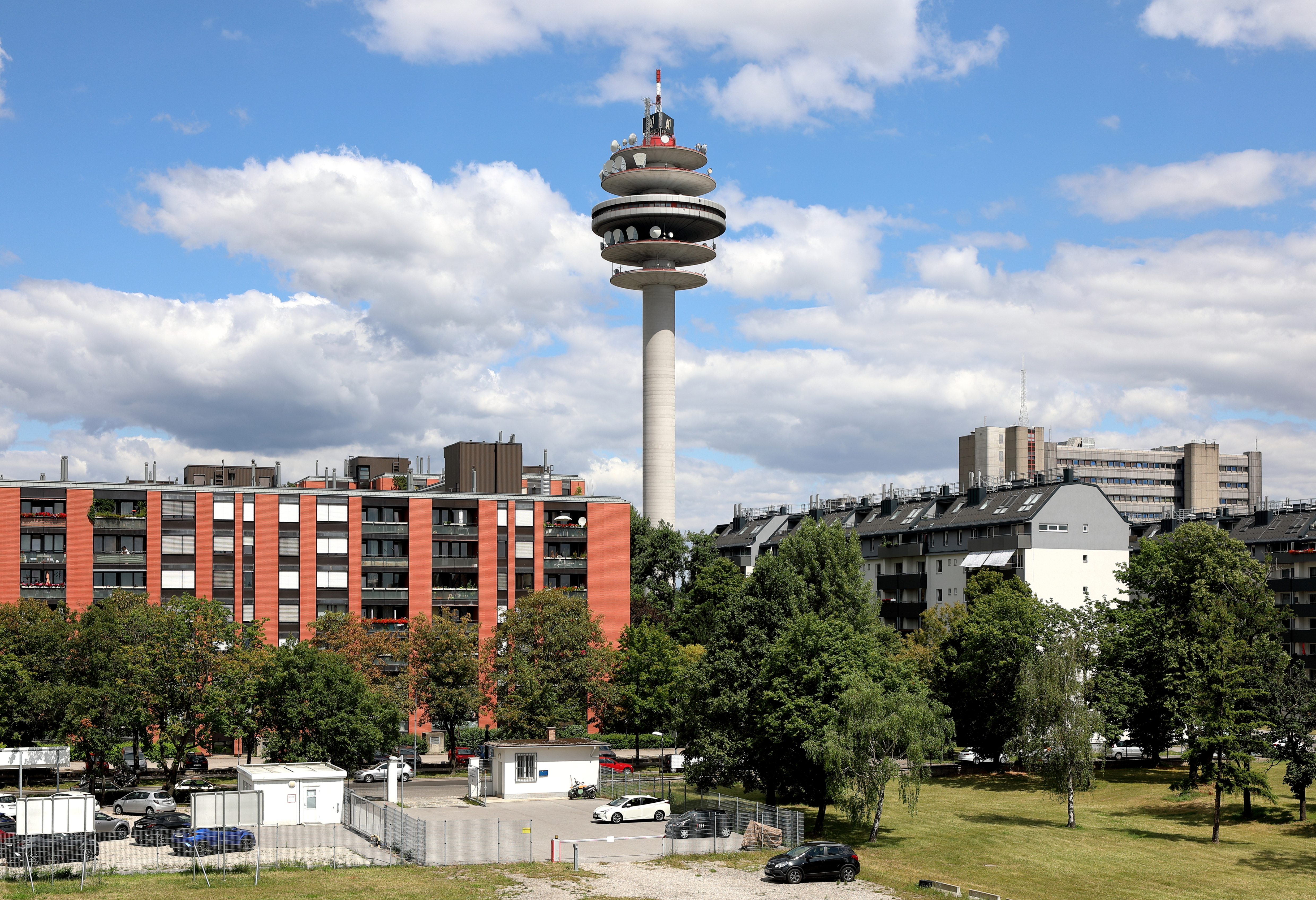
La tour radio directionnelle, partie du centre de télécommunications construit de 1973 à 1978 à Arsenal 22

Après de graves dommages causés par les bombes pendant la Seconde Guerre mondiale, les bâtiments de l'Arsenal ont été en grande partie restaurés dans leur forme d'origine.
Dans la partie sud et dans l'ancienne cour intérieure de l'arsenal, plusieurs nouveaux bâtiments ont été ajoutés, dont les ateliers de décoration des théâtres fédéraux de 1959 à 1963 d'après les plans des architectes Erich Boltenstern et Robert Weinlich. De 1961 à 1963, le Bureau central des télécommunications a été construit selon les plans de l'architecte Fritz Pfeffer. De 1973 à 1975, la société et les immeubles de bureaux de la direction des postes et télégraphes de Vienne, de Basse-Autriche et du Burgenland (aujourd'hui le centre technologique Arsenal de Telekom Austria) avec la tour radio Wien-Arsenal de 150 mètres de haut ont été construits selon les plans de l'architecte Kurt Eckel. Dans les années 1990, une scène de répétition pour le Burgtheater a été construite selon les plans de Gustav Peichl, et en 2012, la scène de répétition pour l'Opéra national de Vienne, construite selon les plans de Kiskan-Kaufmann + Venturo ZT Architects, a été ajoutée.
Le Centre de recherche et d'essais autrichien Arsenal, aujourd'hui Arsenal Research, qui s'est fait un nom avec l'une des plus grandes chambres climatiques du monde (maintenant déplacée à Floridsdorf), était également hébergé dans le complexe. Une plus petite partie du complexe est encore utilisée aujourd'hui par les forces armées autrichiennes comme caserne. L'Institut central de désinfection de la ville de Vienne, le Laboratoire central de chimie de l'Office fédéral des monuments et l'Institut de recherche économique sont également hébergés dans l'Arsenal. Le Musée d'histoire de l'armée utilise plusieurs bâtiments comme dépôts.
Les sites 1, 2, 3, 5, 12, 14, 15 et 16 ont été convertis en bâtiments résidentiels. Les sites 7 à 11 ont été nouvellement construits en tant que bâtiments résidentiels. L'Arsenal forme son propre district de recensement comprenant deux districts de recensement qui, selon le recensement de 2001, comptaient 2 058 habitants .
Fin 2003, l'Arsenal a été vendu à un groupe d'investisseurs privés dans le cadre d'autres propriétés par la Bundesimmobiliengesellschaft (BIG), propriété publique. Depuis début 2006, l'avocat badois Rudolf Fries et l'industriel Walter Scherb sont propriétaires majoritaires du complexe historique de 72 000 m2, qu'ils souhaitent rénover et, si possible, louer à nouveau . Fries prévoit également d'agrandir la surface habitable existante de plus de la moitié (environ 40 000 m2).
Certains bâtiments ont été adaptés pour être utilisés par l'Université de Technologie de Vienne depuis 2010 : la «Panzerhalle» abritera les laboratoires de l'Institute for Vehicle Drives and Automotive Technology. Les laboratoires de l'Institut pour la technologie de l'énergie et de la thermodynamique et de l'Institut pour l'ingénierie de production et les technologies photoniques sont installés dans le "Siemens Hall". Outre l'Institut de test et de recherche technique (TVFA), la batisse 214 abrite également les deuxième et troisième étages du «Vienna Scientific Cluster», un supercalculateur construit conjointement par l'Université de technologie de Vienne, l'Université de Vienne et l'Université des ressources naturelles et des sciences de la vie ,.
En 2013-2015, Wien Energie a construit sur le site la nouvelle centrale de chauffage urbain d'Arsenal, la plus grande centrale de chauffage à combustibles fossiles d'Autriche d'une puissance de 340 MW . Le système fonctionne avec deux chaudières, celles-ci peuvent être alimentées au gaz naturel ou au mazout. De cette manière, 70 000 ménages peuvent être alimentés en chauffage urbain.

## Littérature
- Anton Dolleczek: Histoire de l'artillerie autrichienne depuis les temps les plus reculés jusqu'à nos jours. Écrit à partir de sources authentiques et principalement officielles. Vienne 1887.
- Manuel Dehio. Les monuments d'art de l'Autriche: Vienne. II. À IX. et XX. District, III. Quartier de la Landstrasse, bâtiments monumentaux. Arsenal. Verlag Anton Schroll & Co, Vienne 1993,  (ISBN 3-7031-0680-8), pp.73-77.
- Musée d'histoire de l'armée / Institut d'histoire militaire (éd. ): Le musée d'histoire de l'armée dans l'Arsenal de Vienne. Verlag Militaria, Vienne 2016,  (ISBN 978-3-902551-69-6)
- Peter & Wolfgang Schubert: L'Arsenal de Vienne. Mayer & Comp, Klosterneuburg 2003,  (ISBN 3-902177-03-9) .
- Josef Gerdenitsch: l'Arsenal de Vienne dans la Première République; l'importance politique, économique et militaire dans les années 1918-1927. Thèse. Université de Vienne, 1968.
- Erich Schroll, Alfred Diemling: Arsenal 2000; Arsenal de l'Institut fédéral d'essais et de recherche; à l'occasion du 40e anniversaire. Metrica-Fachverlag Bartak, 1990,  (ISBN 3-900368-19-8) .
- Richard Hufschmied: Les plans d'après-guerre pour l'Arsenal de Vienne et le musée d'histoire de l'armée, dans: Viribus Unitis. Rapport annuel 2003 du Heeresgeschichtliches Museum, Vienne 2004, pp. 51–60.

Suur le problème économique et social de l'Arsenal après la Première Guerre mondiale:
- Rudolf Gerlich: L'alternative ratée. Socialisation en Autriche après la Première Guerre mondiale. Vienne 1980.
- Ferdinand Steiner: L'Arsenal brisé à Vienne. Vienne 1926.